# Фридерика Вюртембергская
Фридерика Елизавета Амалия Августа Вюртембергская (нем. Friederike Elisabeth Amalie Auguste von Württemberg; 27 июля 1765, Тшебятув, Западно-Поморское воеводство — 24 ноября 1785, Ойтин, Шлезвиг-Гольштейн) — принцесса Вюртемберга, супруга принца Гольштейн-Готторпского Петра I.

## Биография
Фридерика — седьмой ребёнок в семье герцога Фридриха Евгения Вюртембергского и принцессы Фридерики Доротеи Софии Бранденбург-Шведтской.
В возрасте 15 лет 26 июня 1781 года была выдана замуж за Петра Фридриха Людвига, принца Гольштейн-Готторпского. Тем самым укрепились связи между Вюртембергской династией и династией Романовых. Наследный принц Павел как глава дома Гольштейн-Готторпов утвердил брак и стал крестным отцом двум сыновьям Петра и Фридерики Августу и Георгу, родившимся в 1783 и 1784 годах.
Фридерика умерла в 20 лет от последствий родов её третьего ребёнка, родившегося мёртвым. Их общая могила находится в герцогском мавзолее на кладбище Гертруды в Ольденбурге.
В Павловске возведён мемориал «Памятник родителям», изначально бывший памятником только Фридерике.